# ダミアーノ・クネゴ
ダミアーノ・クネゴ（Damiano Cunego、1981年9月19日 - ）はイタリア のヴェネト州・ヴェローナ県のチェッロ・ヴェロネーゼ出身の自転車プロロードレース選手。2002年プロデビュー。22歳でジロ・デ・イタリア総合優勝を果たした。クライマーと目されてきたが、後にはジロ・ディ・ロンバルディア、アムステルゴールドレースでの優勝、2008年世界選手権2位などワンデーレースでの活躍も目立った。
秋のジャパンカップサイクルロードレースでは2回優勝しており、日本でも馴染み深い選手の一人。169cmの小柄な体格と端正な容姿から「il Piccolo Principe（小さな王子様）」と呼ばれる。

## 経歴

### ジロ・デ・イタリア総合優勝
2002年にサエコでプロデビューしたが、もっぱらアシストとして働き、2003年まで特別に目立った成績は残していなかった。
しかし2004年にグランツールの一つであるジロ・デ・イタリアでステージ4勝をあげる大活躍を見せ、チームのエースであったジルベルト・シモーニを押しのけて総合優勝を成し遂げる。さらにシーズン終盤の ジロ・ディ・ロンバルディアでも優勝。ジャパンカップでも2位に入り、2004年 UCI・ロードワールドランキングスで1位に輝いた。
2005年からは サエコとランプレの合併に伴い出来た新チーム、ランプレ・カッフィータに移る。ジロ・デ・イタリアへの調整も兼ねて出場した直前のツール・ド・ロマンディでは山岳ステージで優勝し総合2位に入るなど好調かと思われたが、肝心のジロでは序盤から調子が上がらず、結局シモーニのアシストに回ることになる。さらに追い打ちをかけるように伝染性単核球症に罹患。シーズン中盤を棒に振ることになってしまった。しかしシーズン終盤にかけて調子を取り戻し、ジャパンカップでも優勝を果たした。
2006年は不仲を噂されたジルベルト・シモーニがサウニエルデュバルへ移籍したことに伴いチームのエースを務めることになり、ジロ・デ・イタリアではシモーニに続く総合4位、初出場のツール・ド・フランスではラルプ・デュエズの山頂ゴールが設定された第15ステージでフランク・シュレクと激しいステージ優勝争いを繰り広げて2位に食い込むなどの活躍を見せ、新人賞のマイヨ・ブラン を獲得した。

### ワンデーレースでの活躍とグランツールでの不振
続く2007年、優勝を目指したジロ・デ・イタリアでは総合5位に終わったものの、ドイツ・ツアーで1勝したほか、ジロ・ディ・ロンバルディアで2回目の優勝を飾ってシーズンを締めくくった。
2008年はバスク一周でポイント賞を獲得、ステージ1勝を上げた他、アムステルゴールドレースではフランク・シュレク、アレハンドロ・バルベルデら強豪を抑えて優勝した。その後、ジロ・デ・イタリアには出場せず、ツール・ド・フランスに目標を絞ったが山岳ステージで連日後退。総合争いから脱落したうえ、第18ステージでの不運な落車による怪我で途中リタイアを余儀なくされた。
続いて出場したブエルタでも、ツール同様山岳ステージで精彩を欠いて総合成績で伸び悩み、第16ステージで世界選手権に備えてリタイアしたが、その世界選手権ロードレースでは2位で表彰台に立ち、ジロ・ディ・ロンバルディアでは自身3回目となる優勝を連覇で飾る。さらにジャパンカップでも2005年以来の優勝を遂げた。
2009年はバスク一周で総合6位、連覇を狙ったアムステルゴールドレースは5位、フレッシュ・ワロンヌが3位、リエージュ〜バストーニュ〜リエージュが7位と全体的にあと一歩の成績が続いた。2年ぶりに出場したジロ・デ・イタリアでも第5ステージで大きく遅れてマリア・ローザ争いから早々と脱落。その後も第16ステージで逃げ集団に乗った以外はほとんど見せ場無く、総合19位に終わっている。

### グランツールで復活の兆し
その後ツール・ド・フランスは回避して、世界選手権に向けた調整目的でブエルタ・ア・エスパーニャに出場。最初の山岳ステージかつ頂上ゴールとなった第8ステージで、残り2km地点でイヴァン・バッソが牽くメイン集団から鮮烈なアタックを決めると、先行していたダヴィ・モンクティエを残り800m地点で抜き去って、実に2004年のジロ・デ・イタリア第18ステージ以来、約5年半ぶりのグランツールでのステージ優勝を挙げた。さらに第14ステージでは逃げ集団に乗ると、残り15km過ぎでアタックしてそのまま独走。2位に2分半近い大差をつけて2勝目を飾った。その後、当初の目的通り世界選手権に備えるため第16ステージ終了後リタイアとなったが、久々の復活を印象付けることとなった。
2010年
- ジロ・デ・イタリア 総合11位
- フレッシュ・ワロンヌ 5位
- グランプリ・シクリスト・ド・ケベック 10位

2011年
- ティレーノ〜アドリアティコ 総合8位
- ジロ・デッラッペンニーノ 優勝
- ツール・ド・ロマンディ 区間1勝（第2）
- ツール・ド・スイス 総合2位
  - 第3ステージから第8ステージまで総合首位に立つも、最終第9ステージの個人TTでリーヴァイ・ライプハイマーに4秒差で逆転を許した。
- ツール・ド・フランス 総合7位
- ジャパンカップ 4位

2012年
- カタルーニャ一周 総合6位
- バスク一周 総合4位
- ジロ・デル・トレンティーノ 総合2位
- ジロ・デ・イタリア 総合6位

2013年
- ティレーノ〜アドリアティコ 山岳賞

2014年
- グラン・プレミオ・ディ・ルガーノ 4位
- ストラーデ・ビアンケ 4位

2015年、NIPPO・ヴィーニファンティーニに移籍、キャプテンとしてプロコンチネンタルに昇格したチームを引っ張っている。
2016年のジロ・デ・イタリアでは、第19ステージまで山岳賞を堅守していたが、続く第20ステージでミケル・ニエベの逆転を許してしまい山岳賞獲得とはならなかった。
2017年
- ツアー・オブ・チンハイレイク　区間優勝（第6ステージ）

2018年、イタリア国内選手権ロードレースを最後に現役を引退。

## エピソード
- 当時の自転車ロードレースにおいては、ステージレースの総合優勝争いに加わることができるようになるのは20歳代後半からというのが一般的であった。22歳でジロ・デ・イタリアを制するというのは、誰も予想だにしない結果であり、23歳でツール・ド・フランスを制したヤン・ウルリッヒ以来の大きな驚きをもって迎えられた。
- ジャパンカップとは相性が良く、2003年が6位、2004年はパトリック・シンケヴィッツに続く2位、2005年は前年に敗れたシンケヴィッツとフランシスコ・マンセボを破って優勝、2008年はこのレースが復帰初戦となったイヴァン・バッソを破って優勝という好成績を収めている。日本に対してはクネゴ自身も特別な思い入れを持っており、2018年のジャパンカップクリテリウムには競技から引退したにもかかわらず参戦している。

## 所属チーム
- 2002～2004年 サエコ
- 2005～2014年 ランプレ
- 2015～2018年 NIPPO・ヴィーニファンティーニ

## 主な成績

### グランツール
- 2004年 ジロ・デ・イタリア 総合優勝（4勝）
- 2006年 ジロ・デ・イタリア 総合4位、ツール・ド・フランス 新人賞
- 2007年 ジロ・デイタリア 総合5位
- 2009年　ブエルタ・ア・エスパーニャ 2勝

※（ ）内はステージ勝利数

### ステージレース
- 2005年 ツール・ド・ロマンディ 総合2位、ステージ1勝
- 2007年 ドイツツアー 1勝
- 2008年 バスク一周 総合4位、ポイント賞、ステージ1勝

### ワンデイレース
- 2004年 ジロ・ディ・ロンバルディア 優勝
- 2005年 ジャパンカップサイクルロードレース 優勝
- 2007年 ジロ・ディ・ロンバルディア 優勝
- 2008年 アムステルゴールドレース 優勝、ジロ・ディ・ロンバルディア 優勝、ジャパンカップサイクルロードレース 優勝

### そのほか
- 2004年 UCIロードワールドランキングス 1位